# Хамерернебті І
Хамерернебті I — давньоєгипетська цариця 4-ї династії. Ймовірно, вона була дружиною царя Хефрена і матір'ю короля Мікерина і королеви Хамерернебті II. Цілком можливо, що вона була дочкою Хуфу, виходячи з того факту, що написи ідентифікують її як дочку царя.

## Життя
Хамерернебті I ототожнюють з матір'ю фараона, чиє часткове ім'я було знайдено на крем'яному ножі в похоронному храмі Мікерина. Вважається, що вона є матір'ю Мікерина і, ймовірно, була одружена з царем Хафрою. Проте немає написів, які прямо згадують її як дружину Хафри.

Гробниця Галарза в Гізі спочатку, ймовірно, була побудована для Хамерернебті I, але була завершена для її дочки Хамерернебті II. Написи в цій гробниці є важливим джерелом інформації про Хамерернебті I. Перемичка над входом до каплиці включала напис, в якому згадувалися як Хамерернебті I, так і її донька Хамерернебті II:
Мати царя Верхнього і Нижнього Єгипту, Дочка [царя Верхнього і Нижнього Єгипту і Дочка] Бога, Та, що бачить Гора і Сета, Велика з хетів-скіпетрів, Велика з похвал, Жриця Джехуті, Жриця Тьясепефа, Вельми кохана дружина царя, Дочка царя по його тілу, шанована господиня, шанована Великим Богом, Хамерернебті (I).

Її старша дочка, Та, що бачить Гора і Сета, Велика з хетів-скіпетрів, Велика з похвал, Жриця Джехуті, Жриця Тьязепефа, Та, що сидить з Гором, Та, що з'єднана з єдиною коханою з Двох Жінок, Вельми кохана Дружина Царя, Царська Дочка його тіла, шанована пані, шанована батьком своїм, Хамерернебті (II). (Каллендер і Яноші)
Священник на ім'я Німетр згадується в гробниці Галарза, а його гробниця неподалік відноситься до королеви-матері.
Бод припускає, що анонімна висічена в скелі гробниця, відкрита Селімом Хасаном на південь від могили Равера, могла належати цариці Хамерернебті I. Каллендер і Джаносі з різних причин виступають проти цієї ідентифікації.

## Титули
| G16 | xa | mr | D21 · D21 |

| G16 | xa | mr | D21 · D21 |

Титули Хамерернебті I були: велика хвала (wert-hezut, wrt — ḥz wt), велика одна з гетес-скіпетр (weret-hetes, wrt — ḥts), та, яка бачить Гора та Сета (maat-hor-setekh, mꜣꜣt — ḥr — stẖ), мати подвійного фараона (mut-nesut-biti, mwt — nswt — bjtj), дочка бога (zat-netjer, zꜣt — nṯr), жриця Тота (hemet-netjer-djehuti, ḥmt-nṯr — ḏḥwtj), жриця Тязепефа (hemet-netjer- тазепеф, ḥmt-nṯr — tꜣ zp .f), і дружина царя, його кохана (hemet-nesut-meretef, ḥmt-nswt — mrt.f).